# Varmkorv
Varmkorv är en långsmal mild korvtyp som saluförs i Sverige. Den kokas vanligen, men kan även tillagas på annat vis. Till utseende och smak påminner den om wienerkorven, men varmkorven har inte varit namnskyddad. Varmkorv används även i betydelsen varm korv och syftar då även på andra korvtyper som är uppvärmda (kokta, stekta eller grillade), särskilt när korven serveras i bröd med tillbehör i maträtten varm korv med bröd eller enbart korv med bröd. Det engelska begreppet hot dog används ofta internationellt för (varm) korv med bröd. På en "fransk hot dog" går brödet runt korven och är inte skuret. I Sverige serveras korv med bröd vanligen i skuret korvbröd. I Sverige syftar hot dog främst på grillkorv.
Enligt Atria är Lithells Kumlakorv en föregångare till den svenska varmkorven. I Sverige serveras varmkorv ofta med potatismos eller bröd och tillbehör. De vanligaste tillbehören bland svenskar 2022 var senap, ketchup, rostad lök, Bostongurka (även kallad hackad gurka och gurkmix), räksallad och majonnäs (exempelvis gurkmajonnäs).
En variant till korv med bröd som är vanlig i bland annat USA och Sydkorea är corn dog.

## Historia

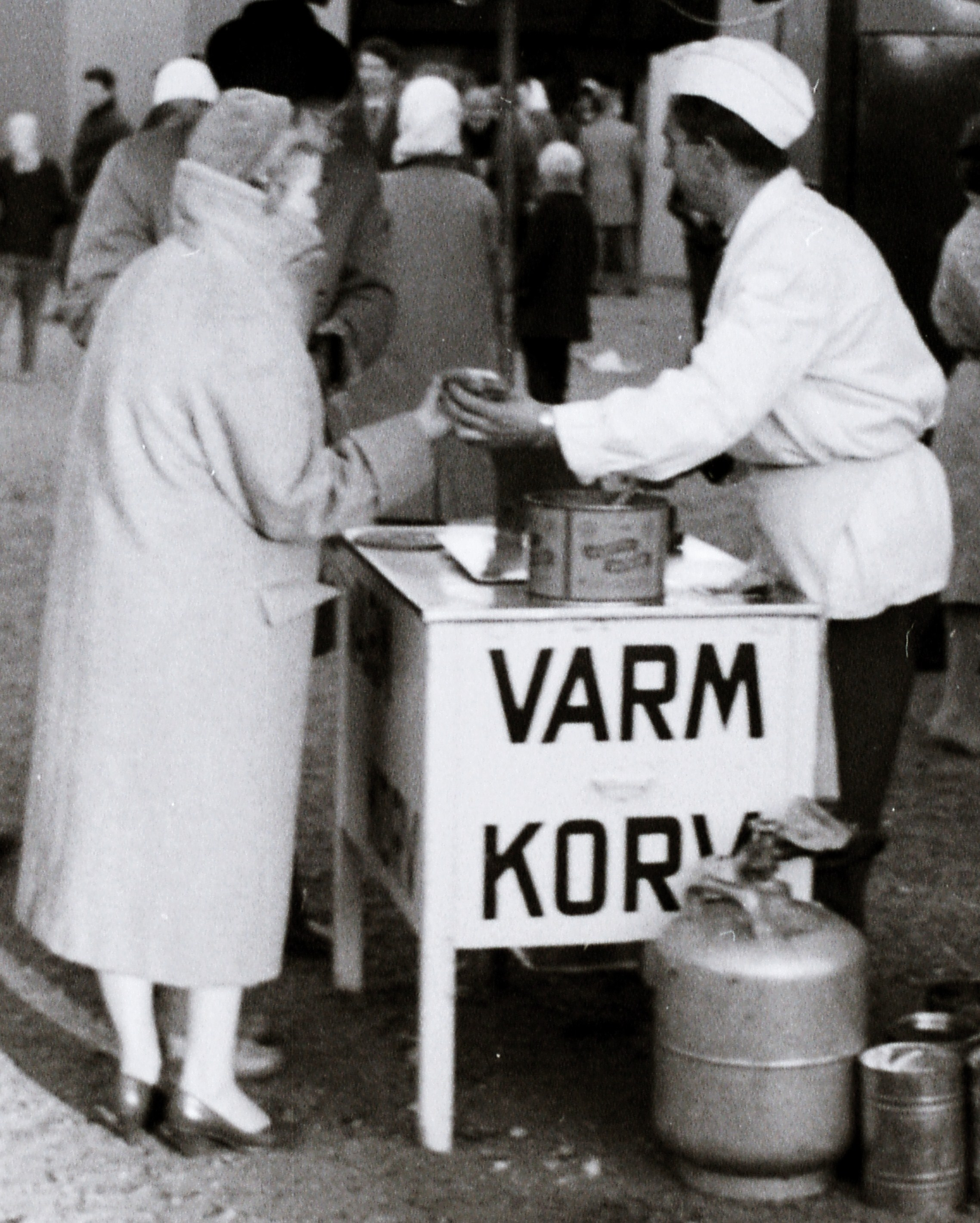
Varm korv serveras i Eskilstuna 1958.

Redan på medeltiden lär korv med bröd serverats i Frankfurt. På 1600-talet tillverkade den tyske slaktaren Johann Georg Hehner en korv som fick smeknamnet dachshund (tax). Därav engelskans hot dog. 1871 öppnades det första korvståndet i New York. Tjugosex år senare, 1897, serverades varm korv första gången i Sverige under Konst- och industriutställningen på Djurgården i Stockholm. Under många år såldes korven av korvförsäljare med en låda på magen, detta förbjöds dock 1972 av hygieniska skäl, men försäljningen fortsatte som tidigare i korvkiosker. Varm korv kan även köpas i gatukök och på senare år även på de flesta bensinstationer.
- Några typer av varm korv är wienerkorv och rød pølse.
- I Sverige finns benämningar på flera relaterade maträtter, som särskilt förekommer i folkmun. En varm korv med bröd och potatismos ovanpå kallas för en halv special. En hel special är samma grund, fast med två korvar istället för en. Luffare eller Tuffing består endast av korvbröd och mos.[12]
- I finlandssvenskan använder man sällan ordet "varmkorv", utan oftast säger man i stället hot dog eller knackkorv. Det senare syftar på själva korven som används.
- 1959 släpptes Owe Thörnqvists låt Varm korv boogie.
- Världens längsta hot dog tillverkades av "Empacadora Ponderosa" i Mexiko, den var 114,32 meter lång.[13]

Fram till årsskiftet 2002–2003 var tretton charkprodukter namnskyddade i Sverige, däribland wienerkorv och prinskorv. Båda dessa korvar skulle då innehålla minst 40% kött och max 23% fett. Varmkorv och grillkorv har däremot aldrig haft en standardiserad sammansättning.